# Nathalie Makoma
Nathalie Makoma (Kinshasa (DR Congo), 24 februari 1982) is een D.R.Congolees zangeres. Ze was de verliezende finaliste van Idols 4 op 1 maart 2008, waarin ze verloor van Nikki Kerkhof.

## Levensloop
Voordat ze in Nederland via Idols bekend werd, genoot ze al enige bekendheid in enkele Franstalige Afrikaanse landen, als zangeres van de gospelgroep Makoma en ook solo. In 2002 won ze een African Music Award. Ook speelde ze met Makoma in televisiecommercial voor televisiezender RTMV en voor het telecommunicatiebedrijf Celtel.
In november 2008 liet ze weer wat van zich horen en bracht ze haar debuutsingle "I Won't Forget" ten gehore bij het televisieprogramma Raymann is Laat. In december 2008 deed ze mee met het RTL 4-programma Alles is kerst. In de show zong ze samen met zanger Brace het nummer "All I Want for Christmas Is You" van Mariah Carey. Makoma stond drie keer in de Amsterdam ArenA met De Toppers in Toppers in concert 2008.
In 2009 neemt Makoma deel aan Dancing with the Stars en komt samen met haar danspartner Peter in de finale. In deze finale verliest ze van Jamai Loman. In 2010 nam Makoma deel aan het tweede seizoen van het EO-programma De Mattheus Masterclass waarin niet-klassiek geschoolde artiesten een deel van Bachs Matthäuspassion uitvoeren in de St. Vituskerk in Hilversum. Op 4 mei 2010 maakte Makoma via Hyves bekend dat haar tweede single klaar was en binnenkort uit zou komen.
In 2014 deed Makoma mee aan het tweede seizoen van Sterren Springen op Zaterdag; ze werd als zevende weggestemd. In 2022 was Makoma te zien als secret singer in het televisieprogramma Secret Duets. In datzelfde jaar deed Makoma mee aan het televisieprogramma De Alleskunner VIPS waarin zij als eerste afviel en daarmee op de 68ste plaats eindigde. Door die laatste plaats kreeg Makoma in 2023 een herkansing in het volgende seizoen. Dit keer viel ze als vierde af en eindigde daarmee op de 62ste plaats.

### Privéleven
Nathalie Makoma is in 2015 getrouwd met JC Atamboto, de trouwerij was te volgen in de realityserie Nathalie Makoma: Congolese bruiloft op het platteland op RTL 5. Samen hebben ze twee zoons (2012 en 2016).

## Discografie

### Albums
| Album met eventuele hitnotering(en) in de Nederlandse Album Top 100 | Datum van verschijnen | Datum van binnenkomst | Hoogste positie | Aantal weken | Opmerkingen |
| ------------------------------------------------------------------- | --------------------- | --------------------- | --------------- | ------------ | ----------- |
| Nzambe Na Bomoyi                                                    | 2000                  | -                     |                 |              |             |
| On Faith                                                            | 2002                  | -                     |                 |              |             |
| I Saw the Light                                                     | 2005                  | -                     |                 |              |             |

### Singles
| Single met eventuele hitnotering(en) in de Nederlandse Top 40 | Datum van verschijnen | Datum van binnenkomst | Hoogste positie | Aantal weken | Opmerkingen              |
| ------------------------------------------------------------- | --------------------- | --------------------- | --------------- | ------------ | ------------------------ |
| I Won't Forget                                                | 2009                  | 31-01-2009            | tip2            | -            | #12 in de Single Top 100 |
| I Just Wanna Dance                                            | 2010                  | 26-06-2010            | tip17           | -            |                          |

- Gemeinsame Normdatei: 135315123
- International Standard Name Identifier: 0000 0000 5726 1712
- MusicBrainz: c4f66b37-b1a4-4555-9d3c-1ce67ecd4b72
- Virtual International Authority File: 80103248
- WorldCat: E39PBJghtvYQ9QVg3BMF7Gx4bd